# 裘氏小沙丁魚
裘氏小沙丁魚（学名：Sardinella jussieu），又稱裘氏沙丁魚、逑氏小砂丁、金帶砂丁，俗名青鱗仔、鰮仔、沙丁魚，為輻鰭魚綱鯡形目鯡科的其中一種。

## 分布
本魚分布於印度西太平洋區，包括東印度、斯里蘭卡、東非、馬達加斯加、台灣南部、中國南海等海域。

## 深度
水深0~50公尺。

## 特徵
本魚體長為體高的3.8~4.2倍，口內無齒。體延長，側扁。腹鰭小，易於破碎。尾鰭為透明或污黃色。體長可達12公分。

## 生態
本魚冬季多半在外洋高水溫、高鹽分的水域活動；夏季會出現在河口附近，因為河口水域因上游雨水帶來豐富的養分，使海域中充滿微生物，此為本魚主要的食物。

## 經濟利用
易腐爛，不能食用，多作鴨飼料。